# 顺州 (贞观四年)
顺州，唐朝时设置的州。属河北道。
贞观四年（630年），平突厥，以其部落置顺、祐、化、长四州都督府于幽州、灵州之境；又置北开、北宁、北抚、北安等四州都督府。贞观六年（632年），顺州侨治营州南之五柳戍（五柳城，今辽宁省朝阳市南)；又分思农部置燕然县，侨治阳曲县；分思结部置怀化县，侨治秀容县，隶顺州；后皆省。祐、化、长及北开等四州亦废。武周万岁通天元年（696年），侨治幽州城（今北京市）。岁贡麝香。下领一县：宾义县。天宝元年（742年），改称顺义郡。乾元元年（758年），复称顺州。后废。唐末在今北京市顺义区又设顺州。
顺州刺史
- 陈仲方（陈叔达之孙，高宗武后时任刺史）